# Aubenas
Aubenas (okcitansko Aubenàs) je naselje in občina v jugovzhodnem francoskem departmaju Ardèche regije Rona-Alpe. Leta 2008 je naselje imelo 11.800 prebivalcev.

## Geografija
Kraj se nahaja v pokrajini Languedoc ob reki Ardèche, 27 km jugozahodno od središča departmaja Privas.

## Uprava
Aubenas je sedež istoimenskega kantona, v katerega so poleg njegove vključene še občine Ailhon, Fons, Lachapelle-sous-Aubenas, Lentillères, Mercuer, Saint-Didier-sous-Aubenas, Saint-Étienne-de-Fontbellon in Saint-Sernin z 18.237 prebivalci. 
Kanton je sestavni del okrožja Largentière.

## Zanimivosti
- grad Château d'Aubenas z donjonom, prvotno trdnjava iz 14. stoletja, francoski zgodovinski spomenik,
- cerkev sv. Lovrenca
- kapela benediktinskega samostana Dôme Saint-Benoît,
- La place de l'Airette, orientacijska točka.

## Pobratena mesta
- Cesenatico (Emilija - Romanja, Italija),
- Delfzijl (Groningen, Nizozemska),
- Schwarzenbek (Schleswig-Holstein, Nemčija),
- Sierre (Valais, Švica),
- Zelzate (Vzhodna Flandrija, Belgija)